# Lacarry-Arhan-Charritte-de-Haut
Lacarry-Arhan-Charritte-de-Haut ist eine französische Gemeinde mit 117 Einwohnern (Stand 1. Januar 2022) im Département Pyrénées-Atlantiques in der Region Nouvelle-Aquitaine (vor 2016: Aquitanien). Die Gemeinde gehört zum Arrondissement Oloron-Sainte-Marie und zum Kanton Montagne Basque (bis 2015: Kanton Tardets-Sorholus).
Der Name in der baskischen Sprache lautet Lakarri-Arhane-Sarrikotagaine. Die Einwohner werden entsprechend Lakarrar, Arhantar oder Sarrikotar genannt.

## Geographie
Lacarry-Arhan-Charritte-de-Haut liegt ca. 35 km südwestlich von Oloron-Sainte-Marie in der Region Hoch-Soule (baskisch Ibarresküin) der historischen Provinz Soule im französischen Teil des Baskenlands.
Die höchste Erhebung im Gebiet der Gemeinde liegt am Fuß des Pic des Escaliers (1472 m).
Umgeben wird Lacarry-Arhan-Charritte-de-Haut von den Nachbargemeinden:
|                             | Alçay-Alçabéhéty-Sunharette                 | Lichans-Sunhar |
| Alçay-Alçabéhéty-Sunharette | Kompassrose, die auf Nachbargemeinden zeigt | Etchebar       |
|                             | Larrau                                      |                |

Lacarry-Arhan-Charritte-de-Haut liegt im Einzugsgebiet des Flusses Adour. Der Aphura, ein Nebenfluss des Saison, entspringt auf dem Gebiet der Gemeinde und markiert den größten Teil der nördlichen Grenze zur Nachbargemeinde Alçay-Alçabéhéty-Sunharette. Der Ruisseau Idigorria und der Ruisseau Erbeiché bewässern ebenfalls das Gemeindegebiet.

## Geschichte
Mehrere Hügelgräber und eine ehemalige Befestigung der aus der Bronzezeit bekannten Form zeigen eine frühe Besiedelung des Landstrichs an. Im Mittelalter zählten Lacarry ein Adelshaus und Charitte rund ein Dutzend freie Bauern zu ihren Bewohnern. 1613 trat Arhan zur Gemeinde Charitte bei, 1831 vereinigten sich Arhan und Charitte zusammen mit Lacarry zur Gemeinde Lacarry-Arhan-Charritte-de-Haut. Im 20. Jahrhundert war Lacarry für seine Thermalbäder in der ganzen Soule bekannt.
Toponyme und Erwähnungen von Lacarry waren:
- Lachari (1178, Manuskriptsammlung von André Duchesne, Band 114, Blatt 36),
- Lacharri (1337),
- Lacarri (1475, Verträge von Ohix, Notar von Soule, Blatt 21),
- Laccarri (1520, Manuskript von 1520),
- Lacarri (1520),
- Laccarry und Lacarry (1690),
- Laccarry (1750, Karte von Cassini),
- Lacarry (1793, Notice Communale),
- Laccarry (1801, Bulletin des lois) und
- Lacarry (1863, Dictionnaire topographique du département des Basses-Pyrénées).[5][6][7][8]

Toponyme und Erwähnungen von Charritte-de-Haut waren:
- Sarrite (1337),
- Sarrite, Xarrite dessus Ausset-Suson (1471, Verträge von Ohix, Notar von Soule, Blatt 24),
- Xarrite a la baygdextre (1690),
- Charritte de Haut (1750, Karte von Cassini),
- Charritte de Haut (1793, Notice Communale),
- Charritte (1801, Bulletin des lois) und
- Charritte-de-Haut (1863, Dictionnaire topographique du département des Basses-Pyrénées).[5][6][7][9]

### Einwohnerentwicklung
Nach dem Höchststand der Einwohnerzahl von 700 in der ersten Hälfte des 19. Jahrhunderts reduzierte sich die Zahl bei kurzen Erholungsphasen bis zu den 1980er Jahren auf rund 130 Einwohner. Seitdem stellte sich eine gewisse Stabilisierung auf diesem Niveau ein.
| Jahr      | 1962 | 1968 | 1975 | 1982 | 1990 | 1999 | 2006 | 2009 | 2022 |
| --------- | ---- | ---- | ---- | ---- | ---- | ---- | ---- | ---- | ---- |
| Einwohner | 287  | 233  | 175  | 136  | 127  | 124  | 128  | 130  | 117  |

## Sehenswürdigkeiten

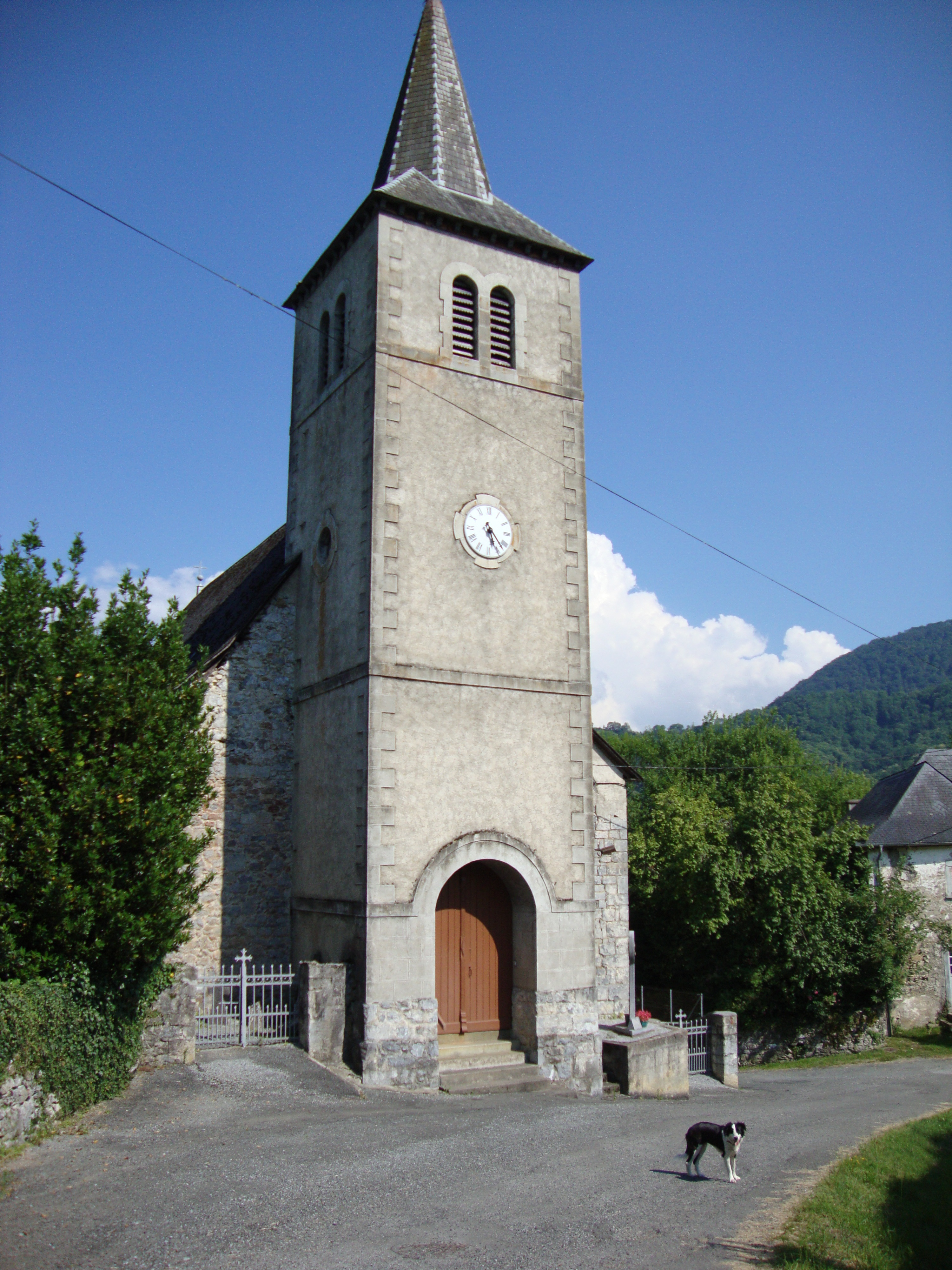
Pfarrkirche Saint-Etienne in Lacarry

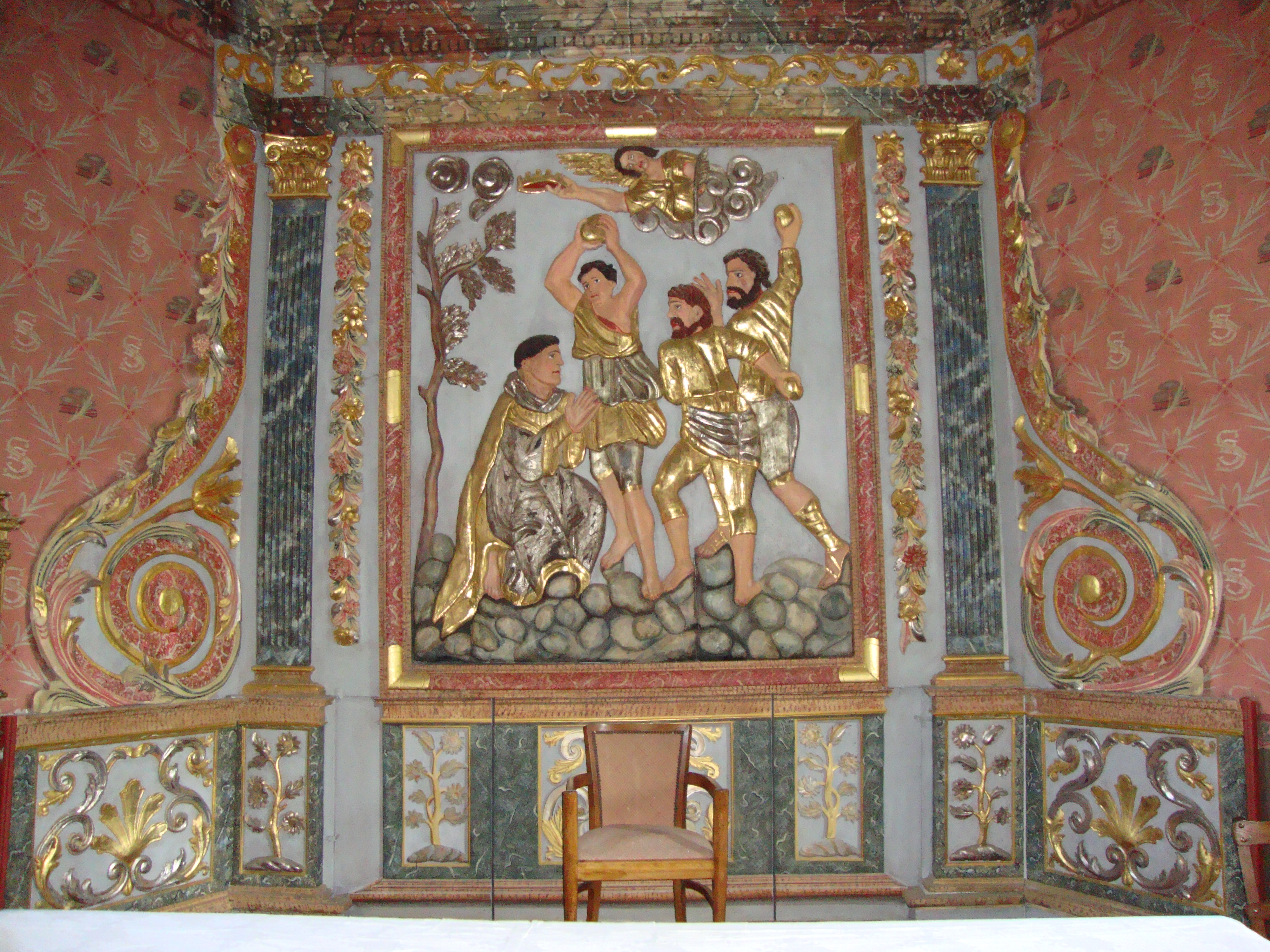
Retabel in der Pfarrkirche in Lacarry

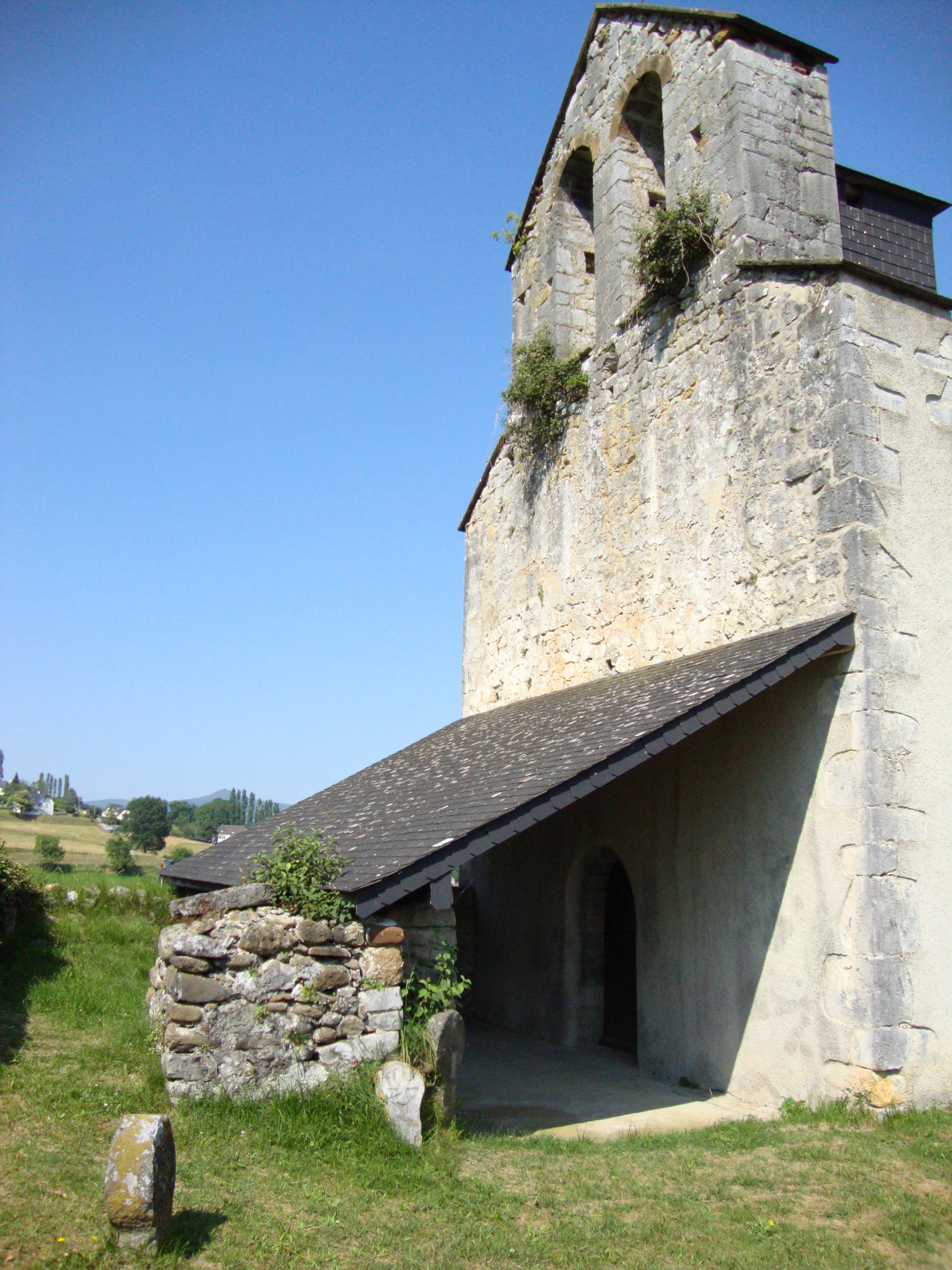
Pfarrkirche Saint-Vincent in Arhan

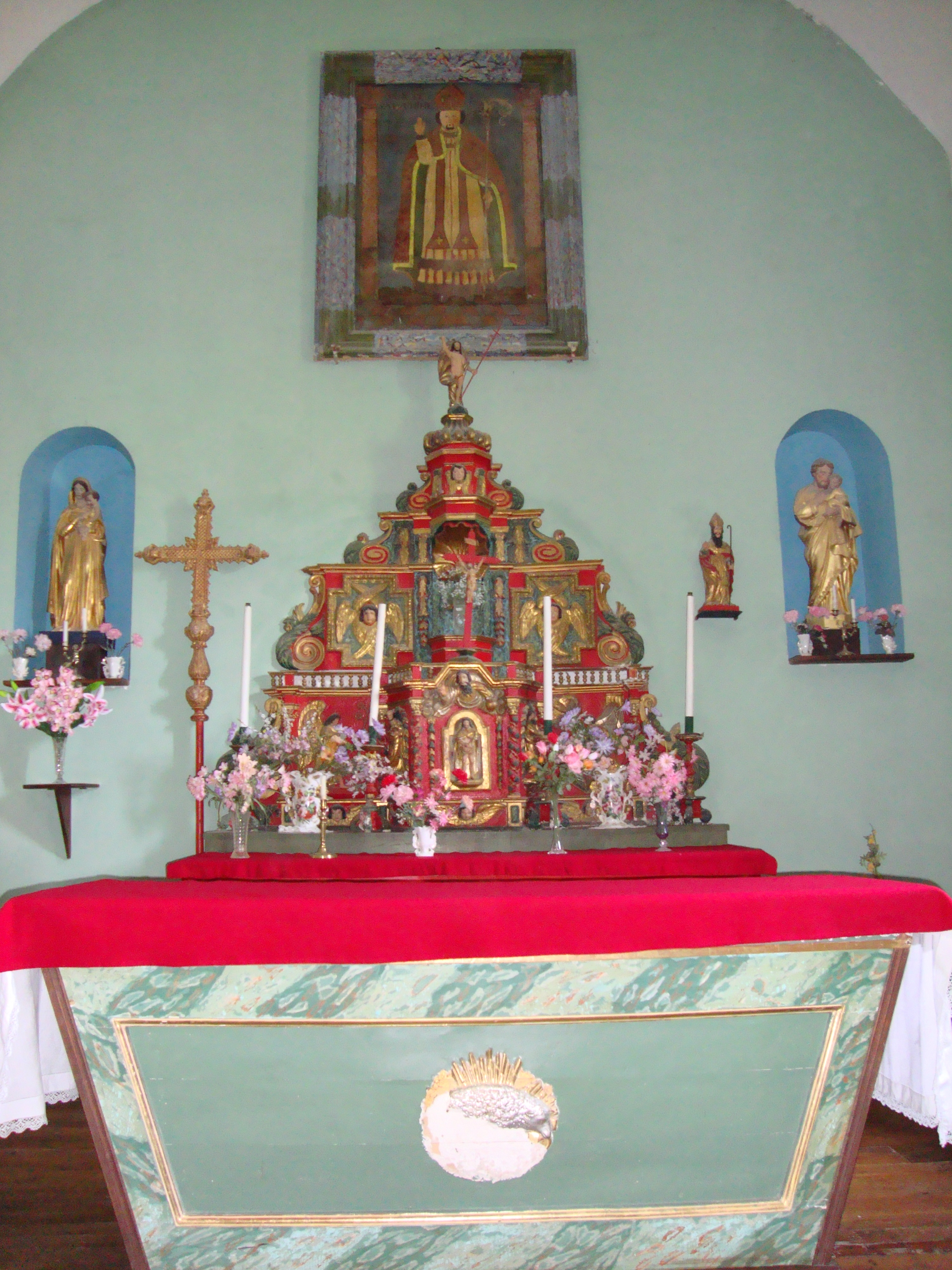
Retabel in der Pfarrkirche in Arhan

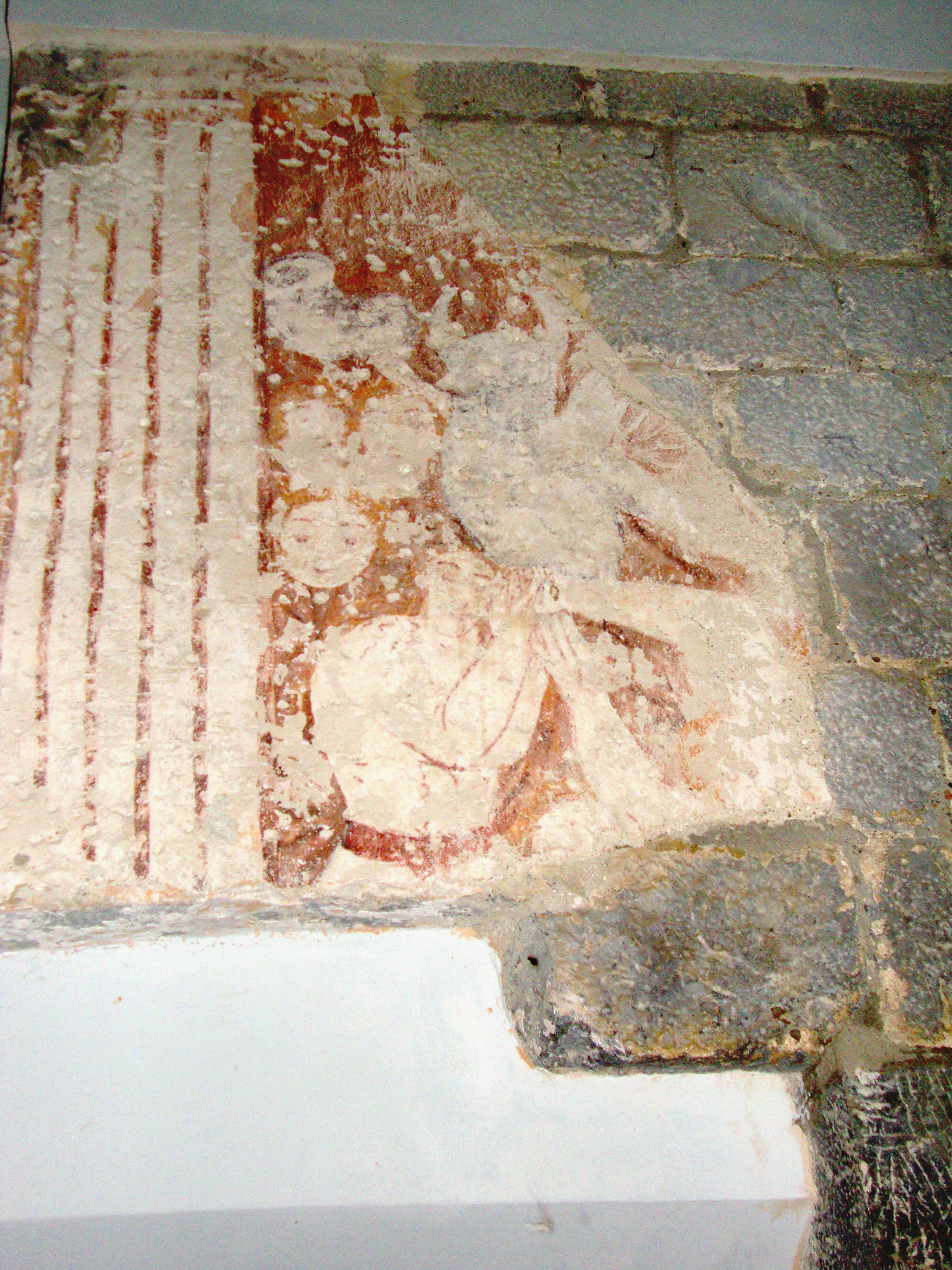
Fragment eines Freskos in der Pfarrkirche in Charritte-de-Haut

### Pfarrkirche in Lacarry
Sie ist dem heiligen Stephanus geweiht. Der Sturz über dem Eingang des Langhauses zeigt neben dem Nomen sacrum IHS die Jahreszahl 1766 und zwei fünfstrahlige Sterne an seinen Enden. Diese Inschrift liefert den Anhaltspunkt über das wahrscheinliche Datum der Errichtung der Kirche. In der zweiten Hälfte des 19. Jahrhunderts wurde der Glockenturm über dem Eingangsvorbau angefügt und Ausbesserungen vorgenommen, betreffend u. a. die Fensteröffnungen im Langhaus und in der Apsis, die Verzahnung des Mauerwerks an den Gebäudekanten und die Kirchenausstattung. Die Apsis besitzt drei Dachflächen und liegt oberhalb einer Sakristei, die sich im Halb-Souterrain befindet.
Eine Außen- und eine Innentreppe erlauben den Zugang zur Empore, die in einem schlichten Stil ausgearbeitet ist, bei dem nur die Balustraden verziert sind. Sie enthält in dieser Kirche mehrere Bankreihen auf unterschiedlichen Ebenen, deren Plätze wie bei den meisten baskischen Kirchen traditionell den Männern während einer Messe vorbehalten sind, da sich im Baskenland Männer und Frauen während einer Messe getrennt aufhalten müssen. Bei Kirchen mit fehlender Empore sitzen Männer auf den rechten Bänken und Frauen auf den linken Bänken in Richtung Altar.
Eine Grabplatte ist in den Boden der Kirche eingelassen, die die Jahreszahl 1766, die Initialen IHS und zwei Sterne als Verzierung, aber keinen Namen trägt. Für eine lange Zeit wurden Verstorbene eines Dorfes in ihrer Pfarrkirche bestattet, die meisten in einem Sammel- oder Familiengrab, das von einer Grabplatte, genannt jarleku, abdeckt ist. Die Adeligen, Honoratioren, Mitglieder der großen Familien oder Priester hatten oft das Privileg eines Einzelgrabs an einer sichtbaren Stelle. Der Bischof von Bayonne verfügte 1786 die ausschließliche Bestattung auf Friedhöfen außerhalb einer Kirche.
Das Gemälde des Altarretabels im Chor der Kirche zeigt eine Szene im Leben des Schutzpatrons der Kirche, dem heiligen Stephanus, bei dem drei Männer dabei sind, ihn zu steinigen. Er wird in der Kleidung eines Diakons dargestellt, ein Amt, das er in der Jerusalemer Urgemeinde bekleidete. Die weiteren Ausstattungsgegenstände des Chors, die aus dem 18. Jahrhundert datieren, sind der Altar, dessen Verzierungen die Motive des Retabels aufgreifen, ein Vortragekreuz und ein Tabernakel. Ein kleines Bleiglasfenster in der Kuppel erleuchtet den Chor und unterstreicht den weihevollen Charakter des Ortes.
Der Tabernakel ist direkt an die Wand des Chors angebracht. Auf dem kleinen Schrank befinden sich mehrere Statuen, darunter eine, die Maria mit dem Jesuskind in ihren Armen darstellt. Der Schrein des Tabernakels ist reich mit pflanzlichen Ornamenten verziert. Auf seiner Tür ist ein Ziborium zwischen zwei Säulen als Relief herausgearbeitet. Anstelle der Hostien strahlt hierbei eine große Sonne als Symbol für Jesus Christus.
Ein Nebenaltar der Kirche ist Maria mit einer großen Statue gewidmet, die sie aufrecht stehend und die Hände zum Beten gefaltet, darstellt. Der Altar und das Retabel unter ihr sind mit ähnlichen Pflanzenornamenten verziert. Eine Tafel, in goldenen und blauen Farben gehalten, trägt die Buchstaben „A“ und „M“, wahrscheinlich eine Abkürzung für „Ave Maria“, die Bezeichnung eines Grundgebetes in der katholischen Kirche zur Anrufung Marias.

### Pfarrkirche in Arhan
Sie ist Vinzenz von Valencia geweiht, Diakon und Märtyrer in Hispanien im 3. und 4. Jahrhundert. Die Kirche ist sehenswert wegen eines Christusmonogramms romanischen Ursprungs auf ihrem Tympanon. Außerdem macht der Bau mit seinem Glockengiebel einen massiven Eindruck, ebenfalls typisch für romanische Kirchen.
Das Retabel der Kirche ist bemalt, mit mehreren Elementen bestückt und einhergehend mit einer Verkleidung aus einem Stück aus vergoldetem, geprägtem und bemaltem Korduanleder. Ansonsten ist es im barocken Stil mit dekorativen Säulen, Blumengirlanden und Puttengesichtern gearbeitet. Die Mischung seiner Purpurrot- und Goldtöne ist bei Retabeln im Baskenland weit verbreitet. Diese Dualität der Farben könnte auch als spanischer Einfluss gewertet werden.
Das in Purpur und Gold gehaltene Tabernakel ist direkt in das Retabel integriert und aus dem gleichen Holz gearbeitet. Schlangensäulen und Pflanzengirlanden rahmen die Tür ein, die mit einem Flachrelief verziert ist, das Jesus Christus aufrecht stehend und mit verbundenen Handgelenken zeigt. Es ist die Darstellung von Christus in der Rast, ein Moment, bei dem er auf seine Passion wartet. Er ist nur mit einem einfachen Umhang über seinen Schultern bekleidet und hält ein Schilfrohr in seiner Hand, das ihm die Wachen gereicht hatten, um sich über ihn lustig zu machen. Oberhalb der Christusdarstellung springt eine Büste hervor, die Gottvater verkörpert, der die Gläubigen mit seiner rechten Hand segnet, während seine linke Hand die Erdkugel hält.

### Pfarrkirche in Charritte-de-Haut
Sie ist Saturninus von Toulouse, dem ersten Bischof von Toulouse, geweiht. Der Zeitabschnitt, in dem die Kirche gebaut wurde, ist nicht überliefert. Er könnte zwischen dem Mittelalter der Kirche in Arhan und dem Ende des 18. Jahrhunderts der Kirche in Lacarry liegen.
Die meisten Glockengiebel der Kirchen in der Soule sind Clochers trinitairer, d. h. der Giebel besitzt drei Spitzdächer, jedes meist mit einem Kreuz an der Spitze versehen als Symbol für die Dreifaltigkeit. Gleichzeitig spricht man auch von Clochers calvaires, weil die Form an die Kreuzigung von Jesus Christus auf dem Berg Golgotha erinnert. Der Glockengiebel dieser Kirche weicht davon ab und zeigt eine eher pyramidale Form. Er besitzt ähnlich wie bei der Kirche in Arhan zwei große Maueröffnungen, in denen sich die Glocken befinden und unterhalb einen großen, offenen Vorbau, der mit dem gleichen schwarzen Schiefer gedeckt ist wie bei allen anderen Bauten der Region.
Der Charakter der Ausstattung des Chors erscheint nüchtern und streng, ganz im Gegensatz zu den meisten anderen baskischen Kirchen, die in der Regel reich verziert sind. Die eher spärliche Ausstattung stammt aus dem 18. Jahrhundert und besteht aus dem Altar, der aus dem gleichen Stein wie das Sichtmauerwerk der Wände geschaffen wurde, einer geschnitzten Tafel, einem Vortragekreuz aus vergoldetem Holz und drei Statuen, von denen eine Maria darstellt, aufrecht stehend und die Hände offen zum Zeichen der Segnung.
Auf dem oberen Bereich eines der Wände des Chors fällt der Blick auf ein Fragment eines Freskos. Mehrere Partien von Personen sind zu sehen, so dass davon auszugehen ist, dass es sich nicht um ein dekoratives Motiv, sondern um ein Teil eines Freskos handelt, typisch für eine romanische Bauweise. Die Schaffung dieser Art von Wandmalerei erlebte ihren Höhepunkt im 11. und 12. Jahrhundert, da es in romanischen Kirchen der Epoche wenige Fensteröffnungen gab, ergab sich die Notwendigkeit, die großen Wandflächen sinnvoll zu nutzen.
Die Kirche besitzt ein reich ausgeschmücktes und aus Holz geschnitztes Retabel. Auf zwei Ebenen wird es strukturiert von Schlangensäulen, an den Seiten umgeben von Voluten, ausgestaltet mit Flachreliefs aus zahlreichen Pflanzenmotiven, illustrierten Szenen und Heiligenfiguren. In der Mitte zieht ein Kruzifix den Blick des Betrachters auf sich. Darunter befindet sich der Tabernakel, der in das Retabel integriert ist. Der Schrein ist wie bei der Kirche in Arhan mit der Darstellung von Christus in der Rast verziert.

### Tür- und Fensterstürze in Lacarry-Arhan-Charritte-de-Haut
Mit Inschriften und Motiven verzierte Stürze sind Ausdruck eigenständiger baskischer Kultur und erlauben eine Personalisierung des Hauses. Sie können rein dekorativer Natur sein oder etwas über das Haus oder seine Bewohner erzählen. Ein Beispiel eines solchen Sturzes an einem Haus in Lacarry zeigt einzig die eingravierte Jahreszahl 1622, wahrscheinlich das Jahr der Errichtung. Das Originelle liegt hier in der Darstellung der beiden Ziffern „2“ als zwei übereinanderliegende Punkte wie auf einem Spielstein beim Domino.
Ein anderes Beispiel zeigt die Verzierung in Form eines Wappens unterhalb von drei Schwertlilien. Diese sind Symbole des französischen Königs und die Verwendung hier im Baskenland verweist zweifellos auf die Vereinigung des Königreichs Navarra mit Frankreich, als Ludwig XIII. die Kronen von Navarra und Frankreich von seinem Vater, Heinrich IV., erhielt. Die offene Präsentation dieser Symbole beweist die Akzeptanz dieser Entwicklung durch die Bevölkerung der Gemeinde. Neben der Jahreszahl 1639 erscheint auch der Name des Besitzers in der Inschrift des Wappens, Marie-Joseph Pierre Goinehex, von dem ansonsten nichts bekannt ist, außer dass eine mögliche Nachfahrin, Marguerite Goinehex, am 1. November 1827 in einem der Nachbargemeinden verstarb. Dem Namen vorangestellt ist das Nomen sacrum IHS. Ein kurioses Detail der Inschrift sind die Buchstaben „N“, die konsequent seitenverkehrt geschrieben sind.

## Wirtschaft und Infrastruktur

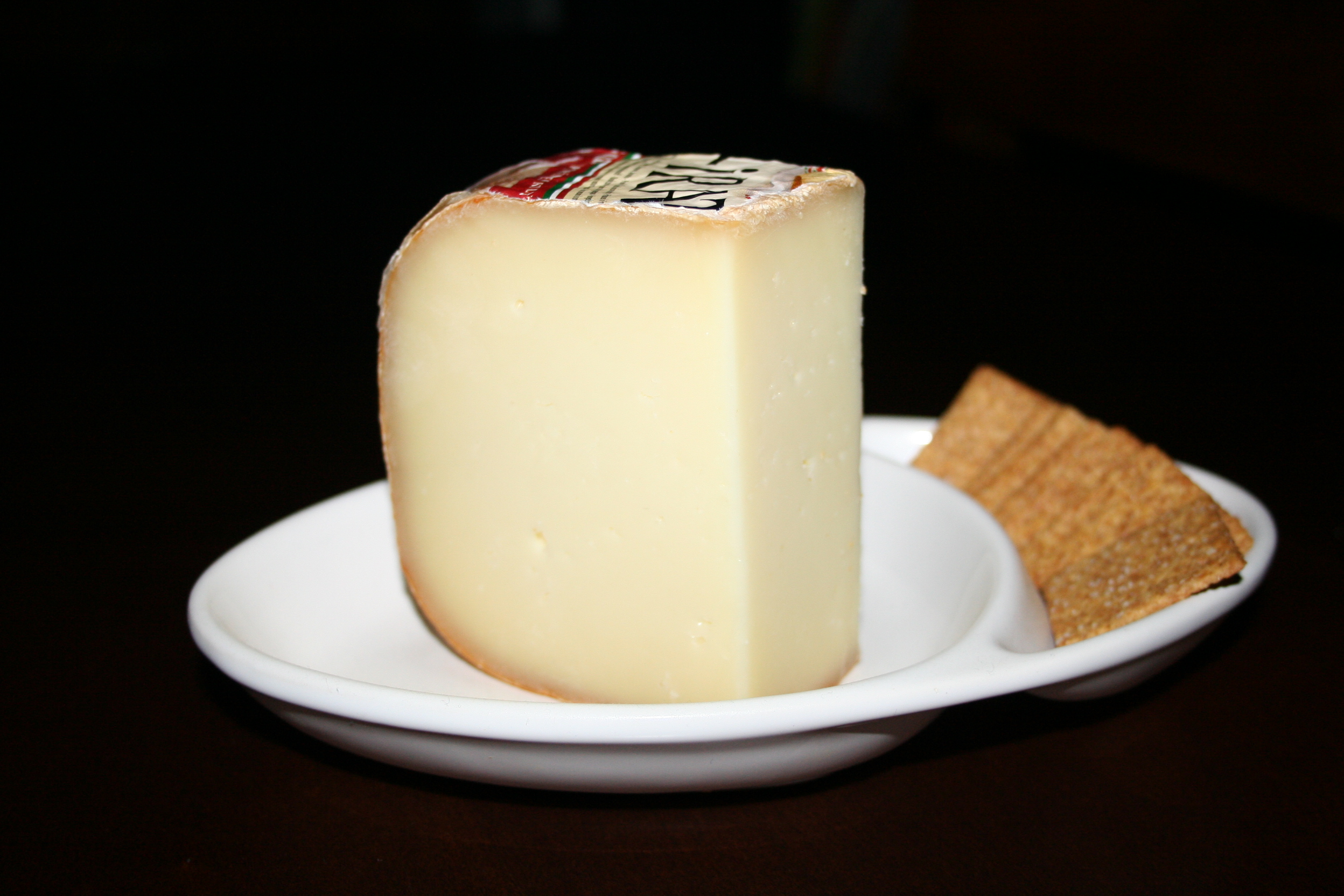
Ossau-Iraty

Lacarry-Arhan-Charritte-de-Haut liegt in den Zonen AOC des Ossau-Iraty, eines traditionell hergestellten Schnittkäses aus Schafmilch, sowie des Schinkens „Kintoa“.

### Sport und Freizeit
Zwei Rundwanderwege, „Les cinq petits monts“ (Länge: 13,5 km, Höhenunterschied: 850 m) und „Sarrikotagaine“ (Länge: 3 km, Höhenunterschied: 110 m), laden zu einer Wanderung in die umliegenden Höhen bzw. zu einem Spaziergang auf die Weiden ein.

### Verkehr
Lacarry-Arhan-Charritte-de-Haut ist über die Route départementale 247 an das französische Straßennetz angeschlossen.